# Lac Qui Parle County Courthouse
Lac Qui Parle County Courthouse, 600 6th Street i Madison, Lac Qui Parle County i den amerikanske delstat Minnesota, er en nyromansk bygning fra 1899. Den blev designet af arkitekterne Buechner og Jacobson og bygget af Olaf Swenson, hvilket kostede $30.689.

## Fodnoter
1. ↑  "Lac Qui Parle County Courthouse". Minnesota Judicial Branch. Hentet 2007-11-06.

| Arkitektur | Spire Denne arkitekturartikel er en spire som bør udbygges. Du er velkommen til at hjælpe Wikipedia ved at udvide den. |

45°0′54.1″N 96°11′35.5″V / 45.015028°N 96.193194°V